# Nikolaus Warker
Nikolaus Warker (* 17. Februar 1861 in Echternach; † 2. Dezember 1940 in Arlon) war ein luxemburgischer Schriftsteller.

## Leben und Wirken
Nikolaus Warker wurde an der Lehrernormalschule in Luxemburg ausgebildet und war 1882 bis 1886 Deutschlehrer an einer Mittelschule in Brabant, danach in Arlon. Hier veröffentlichte er volkstümliche Erzählungen und sammelte Sagen und Märchen, in denen er germanischen Charakter und Geist fand. 1902 bis 1914 war er Sekretär des von Godefroid Kurth gegründeten Deutschen Vereins zur Hebung und Pflege der Muttersprache im deutschredenden Belgien. Hier setzte er sich für die Germanisierung der belgischen Provinz Luxemburg ein. In seinen Dramen bevorzugte er historische Stoffe. Ab 1914 arbeitete er mit den deutschen Besatzern zusammen, veröffentlichte Artikel in der von der deutschen Verwaltung verlegten Arloner Zeitung und erteilte angehenden Lehrern Deutschkurse, was ihm nach dem Krieg ein gerichtliches Verfahren und den Verlust seiner Lehrerstelle einbrachte. Erst 1921 bekam er die ihm zustehende Rente. Im Alter veröffentlichte Nikolaus Warker linguistische Studien über luxemburgische Namen und Sprichwörter.
Warker schrieb Gedichte, Theaterstücke und Kurzgeschichten auf Deutsch und Luxemburgisch. 

## Auszeichnungen
- 1941: Joseph-von-Görres-Preis (posthum von den Nationalsozialisten für "Verdienste um die Förderung deutscher Kultur im Ausland", vorgeschlagen von Franz Steinbach)

## Werke (Auswahl)
- Wintergrün. Sagen, Geschichten, Legenden und Märchen aus der Provinz Luxemburg, Arlon 1890 (lesen)
- Heideblümchen. Gedichte, Arlon 1890
- Der Schwanritter oder Der Ahnherr Gottfrieds von Bouillon. Eine Sage aus den Ardennen, Esch/Alzette 1892
- Sagen des luxemburgischen Volkes. Aus dem belg. Luxemburg und aus dem Eischthal, Arlon 1893
- Kandsle'ft oder 't Vergissmeinnicht vum Mammegrâf. Volks- a Zaldotesteck aus der Zeit vun dem Napoleong a 5 Akten, Arlon 1908
- De Mêschter Schuowert. Loschtspil an drei Akten, Luxemburg 1921
- T Livia. Trauerspil a 5 Akten aus der Zeit vun de Kreschteverfolgong zu Tre'ier am Johr 286, Luxemburg 1927
- Was unser Volk hüben und drüben erzählt, Luxemburg 1933
- Den Hunn. E löschtege Stodentestrêch. Loschtspil an 2 Akten, Luxemburg 1935
- Sprechwîrder a Vîrniém, Luxemburg 1937